# Ugyops taranis
Ugyops taranis är en insektsart som beskrevs av Ronald Gordon Fennah 1964. Ugyops taranis ingår i släktet Ugyops och familjen sporrstritar. Inga underarter finns listade i Catalogue of Life.